# NGC 3965
NGC 3965 est une vaste et lointaine galaxie lenticulaire située dans la constellation de la Coupe. NGC 3965 a été découverte par l'astronome américain Francis Leavenworth en 1886.

## Caractéristiques
Sa vitesse par rapport au fond diffus cosmologique est de 15 013 ± 52 km/s, ce qui correspond à une distance de Hubble de 221 ± 16 Mpc (∼721 millions d'al).

## Identification de NGC 3965
Une recherche sur la base de données NASA/IPAC retourne comme résultat other. Simbad ne retourne aucun résultat et le logiciel Aladin basé sur les données de Simbad montre un endroit de la sphère céleste dépourvu de tout objet. On pourrait donc conclure que NGC 3965 est un objet disparu ou encore inexistant.
Cependant, selon John Dreyer, Leavenworth décrit son observation comme un petit rond extrêmement pâle doté d'un noyau plus lumineux situé à 4 minutes d'arc au nord-ouest d'une étoile de magnitude 9,5, aux coordonnées 11h 55m 07,0s et -10° 52′ 44″. Mais, il n'y a rien à cet endroit ni près de là. Cependant, il s'avère que les ascensions droites des observations inscrites par Leavenworth à l'observatoire Leander McCormick étaient systématiquement trop grandes. Il y a une galaxie très peu lumineuses située à 44 secondes à l'ouest qui correspond à la description de Leavenworth, y compris l'étoile au nord-ouest. L'astronome amateur américain Steve Gottlieb a d'ailleurs pointé un télescope semblable à celui utilisé par Leavenworth vers cette position et il a pu observer la même chose. Cette galaxie est LEDA 157086 et selon le professeur Seligman, il ne fait aucun doute que cette galaxie est bien ce que Leavenworth a photographié. Cette galaxie est aussi désignée comme NPM1G -10.0399.